# 신승호
신승호(1995년 11월 11일 ~ )는 대한민국의 배우이자 모델이다.

### 영화
- 2021년 영화 《더블패티》 ... 강우람 역 (주연 • 영화 데뷔작)
- 2024년 영화 《파일럿》 ... 서현석 역
- 2025년 영화 《전지적 독자 시점》 ... 이현성 역
- 2025년 영화 《온리 갓 노우즈 에브리띵》 ... 정도운 역

## 수상 및 후보
| 연도 | 시상식              | 부문                   | 작품 | 결과 |
| ---- | ------------------- | ---------------------- | ---- | ---- |
| 2022 | 제58회 백상예술대상 | TV부문 남자 신인연기상 | D.P. | 후보 |